# 特列日河
46°05′59″N 7°00′12″E / 46.09973°N 7.00343°E

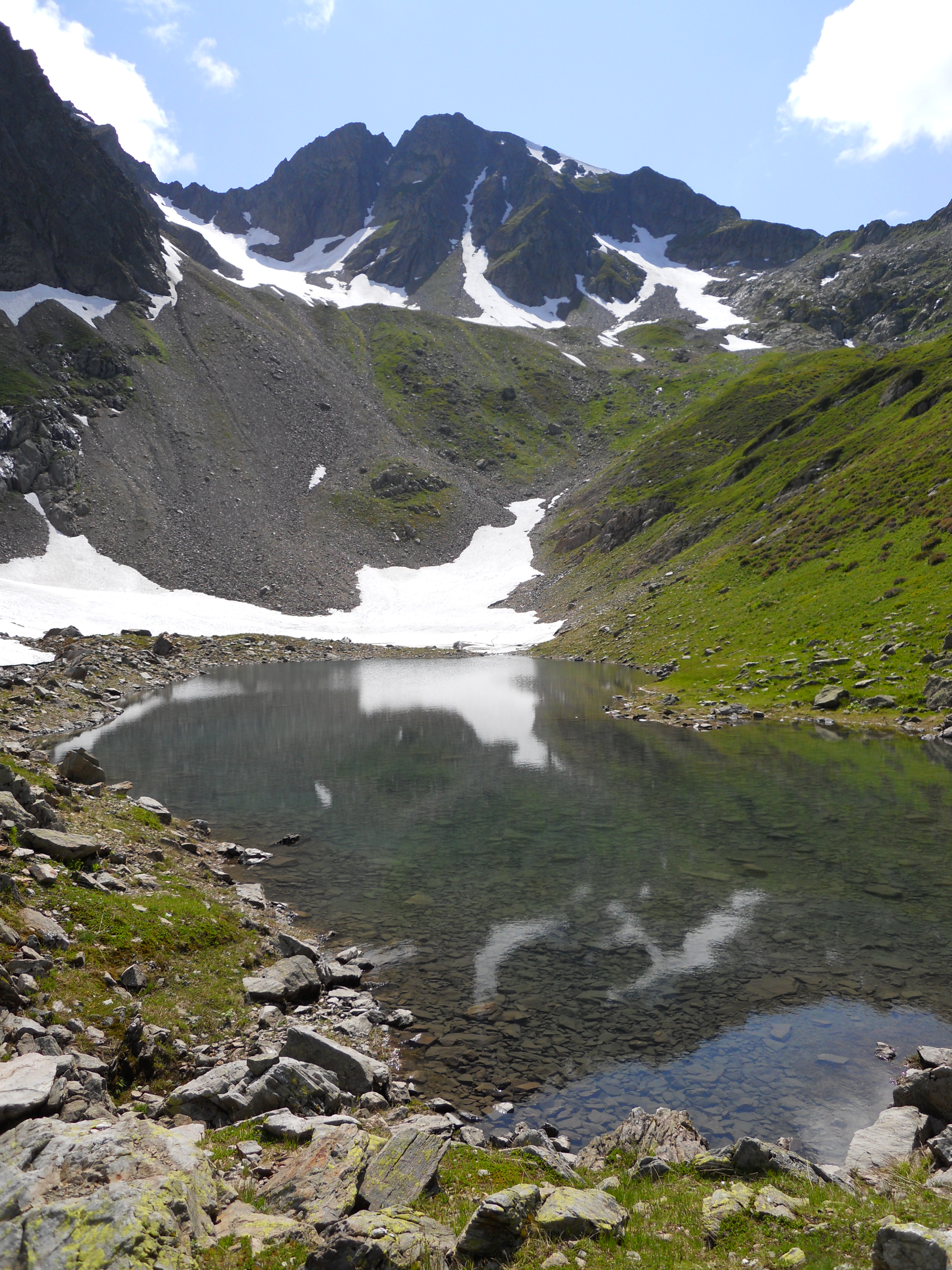

特列日河是瑞士的河流，位於該國西南部，流經瓦萊州，屬於特里昂河的支流，河道全長6.4公里，流域面積11平方公里，河畔城鎮有薩爾旺。